# Galleria in Fort Lauderdale
| Galleria in Fort Lauderdale |                           |
|                             |                           |
| Ort                         | Fort Lauderdale (Florida) |
| Eröffnung                   | 1954                      |

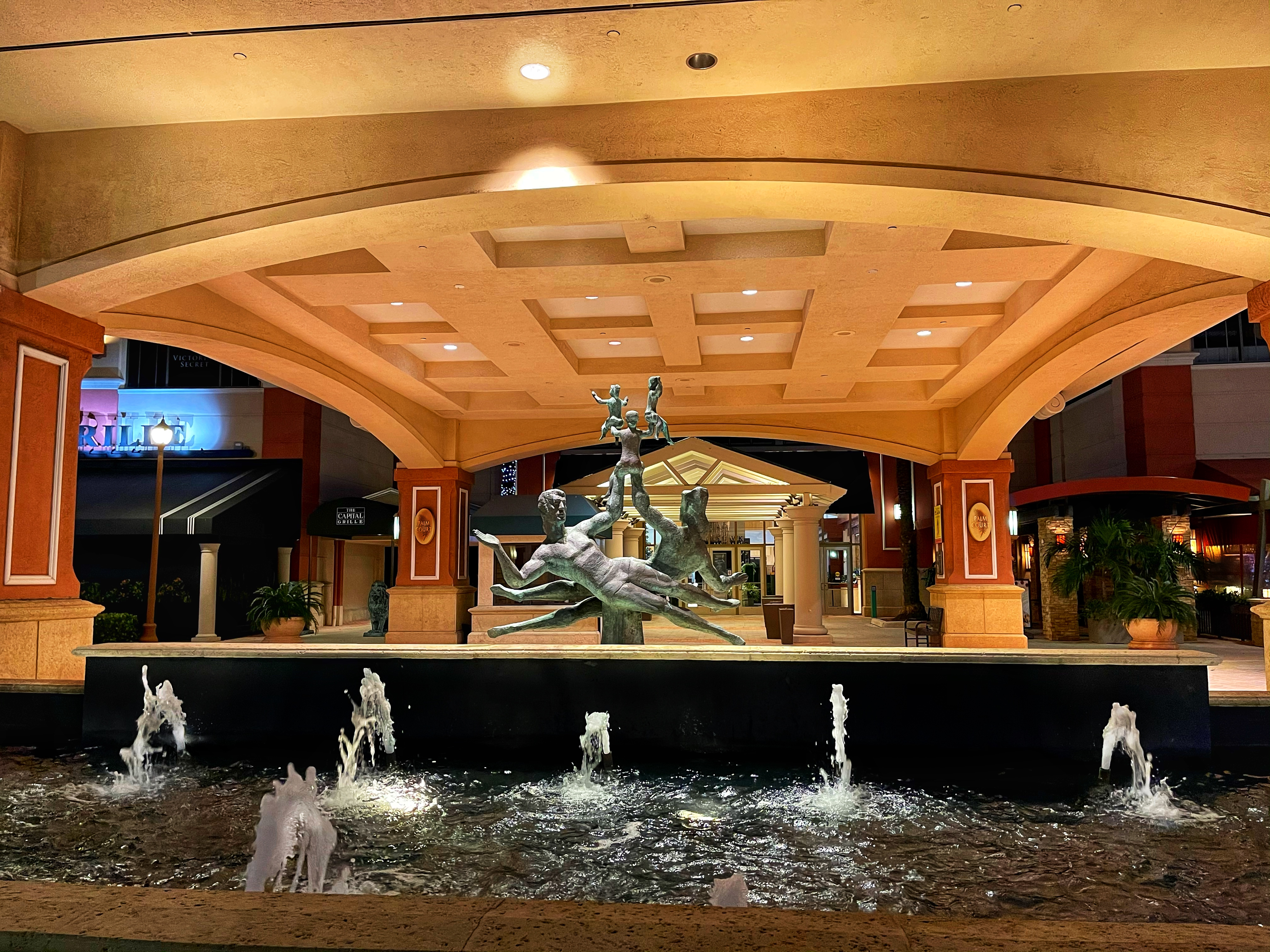
Haupteingang

Die The Galleria at Fort Lauderdale in Fort Lauderdale ist ein großes Einkaufszentrum in Florida, USA. Sie ist ein Ziel für Käufer sowohl aus Fort Lauderdale und Umgebung als auch für Touristen aus der ganzen Welt. Eine Vielzahl von Kaufhäusern, Fachgeschäften und Restaurants auf einer Fläche von 97.320 m² (1.047.533 sq.ft.) ist dort konzentriert.
Es wurde als offenes (open-air) „Sunrise-Shopping Center“ im Jahre 1954 gebaut. 1980 wurde es saniert, vergrößert und als überdachter, mit großer Tiefgarage versehener, zusammenhängender Gebäudekomplex wieder eröffnet und wurde so zu einem beliebten gehobenen, regionalen Einkaufszentrum in Broward County. Die Galleria ist nur etwa 800 Meter vom Strand sowie der Florida State Road A1A und 5 Kilometer von der Interstate 95 entfernt.
Ankermieter der Galleria sind:
- Dillard’s
- Macy’s
- Neiman Marcus

Frühere Ankermieter waren:
- Burdines
- Jordan Marsh
- Lord & Taylor
- Saks Fifth Avenue